# Papirus 105
Papirus 105 (według numeracji Gregory-Aland), oznaczany symbolem {\displaystyle {\mathfrak {P}}^{105}} – grecki rękopis Nowego Testamentu, spisany w formie kodeksu na papirusie. Paleograficznie datowany jest na V lub VI wiek. Zawiera fragmenty Ewangelii Mateusza.

## Opis
Zachowały się tylko fragmenty czterech kart Ewangelii Mateusza (27,62-64; 28,2-5).

## Historia
Na liście rękopisów znalezionych w Oksyrynchos znajduje się na pozycji 4406. INTF umieścił rękopis na liście greckich rękopisów Nowego Testamentu, w grupie papirusów, dając mu numer 105. Tekst rękopisu opublikował J. David Thomas w 1997 roku.
Rękopis datowany jest przez INTF na V/VI wiek.
Jest cytowany w krytycznych wydaniach greckiego Nowego Testamentu (NA27, UBS4).
Obecnie przechowywany jest w Sackler Library (Papyrology Rooms, P. Oxy. 4406) w Oksfordzie.